# Mecklenburg-Pommersche Schmalspurbahn
| Kopfbahnhof Streckenanfang (Strecke außer Betrieb)                                                                                | 0,0     | Ferdinandshof (Übergang zur Angermünde-Stralsunder Bahn)                          | Ferdinandshof (Übergang zur Angermünde-Stralsunder Bahn)                          |
| |         |                                                                                   |                                                                                   |
| Haltepunkt / Haltestelle (Strecke außer Betrieb)                                                                                  | 4,42    | Große Wiese                                                                       | Große Wiese                                                                       |
| Haltepunkt / Haltestelle (Strecke außer Betrieb)                                                                                  | 5,37    | Mariawerth                                                                        | Mariawerth                                                                        |
| Haltepunkt / Haltestelle (Strecke außer Betrieb)                                                                                  | 7,50    | Rimpau                                                                            | Rimpau                                                                            |
| Abzweig geradeaus und von links (Strecke außer Betrieb)                                                                           |         | Agl. zur Moorkultur                                                               | Agl. zur Moorkultur                                                               |
| Haltepunkt / Haltestelle (Strecke außer Betrieb)                                                                                  | 9,26    | Mariawerth Heuweiche                                                              | Mariawerth Heuweiche                                                              |
| Dienststation / Betriebs- oder Güterbahnhof (Strecke außer Betrieb)                                                               | 10,50   | Ladungsstelle Siedlungsweiche                                                     | Ladungsstelle Siedlungsweiche                                                     |
| Abzweig geradeaus, nach rechts und von rechts (Strecke außer Betrieb)                                                             |         | nach Anklam                                                                       | nach Anklam                                                                       |
| Kopfbahnhof Strecke bis hier außer Betrieb                                                                                        | 14,26   | Uhlenhorst                                                                        | Uhlenhorst                                                                        |
| Abzweig geradeaus, nach links und von links · Strecke von rechts                                                                  |         | Abzweig Schulwald                                                                 | Abzweig Schulwald                                                                 |
| Strecke |         | Findlingsgarten                                                                   | Findlingsgarten                                                                   |
| Kopfbahnhof Strecke ab hier außer Betrieb                                                                                         | 15,73   | Schwichtenberg (Depot und Werkstatt)                                              | Schwichtenberg (Depot und Werkstatt)                                              |
| Haltepunkt / Haltestelle (Strecke außer Betrieb)                                                                                  | 17,64   | Klockow                                                                           | Klockow                                                                           |
| Haltepunkt / Haltestelle (Strecke außer Betrieb)                                                                                  | 19,54   | Kotelow                                                                           | Kotelow                                                                           |
| Bahnhof (Strecke außer Betrieb)                                                                                                   | 20,75   | Sandhagen                                                                         | Sandhagen                                                                         |
| Abzweig geradeaus und von links (Strecke außer Betrieb)                                                                           |         | nach Jatzke/Rattey/Groß Daberkow                                                  | nach Jatzke/Rattey/Groß Daberkow                                                  |
| Haltepunkt / Haltestelle (Strecke außer Betrieb)                                                                                  | 22,2    | Jatzke Weiche                                                                     | Jatzke Weiche                                                                     |
| Haltepunkt / Haltestelle (Strecke außer Betrieb)                                                                                  | 23,06   | Heinrichshöh                                                                      | Heinrichshöh                                                                      |
| Haltepunkt / Haltestelle (Strecke außer Betrieb)                                                                                  | 25,0    | Bauersheim                                                                        | Bauersheim                                                                        |
| |         |                                                                                   |                                                                                   |
| Bahnhof (Strecke außer Betrieb)                                                                                                   | 27,1 0  | Friedland (Übergang zur Neubrandenburg-Friedländer Bahn)                          | Friedland (Übergang zur Neubrandenburg-Friedländer Bahn)                          |
| |         |                                                                                   |                                                                                   |
| Haltepunkt / Haltestelle (Strecke außer Betrieb)                                                                                  | 3,0     | Salow                                                                             | Salow                                                                             |
| Haltepunkt / Haltestelle (Strecke außer Betrieb)                                                                                  | 3,9,1 0 | Bresewitz Dorf                                                                    | Bresewitz Dorf                                                                    |
| Strecke von links (außer Betrieb) · Abzweig geradeaus und nach rechts (Strecke außer Betrieb)                                     |         |                                                                                   |                                                                                   |
| Haltepunkt / Haltestelle (Strecke außer Betrieb) · Strecke (außer Betrieb)                                                        | 3,5     | Zinzow                                                                            | Zinzow                                                                            |
| Haltepunkt / Haltestelle (Strecke außer Betrieb) · Strecke (außer Betrieb)                                                        | 5,3     | Rubenow                                                                           | Rubenow                                                                           |
| Haltepunkt / Haltestelle Streckenende (Strecke außer Betrieb) · Strecke (außer Betrieb)                                           | 7,7     | Borntin                                                                           | Borntin                                                                           |
| Haltepunkt / Haltestelle (Strecke außer Betrieb)                                                                                  | 5,3 0   | Bresewitz Ziegelei                                                                | Bresewitz Ziegelei                                                                |
| Abzweig geradeaus und nach links (Strecke außer Betrieb) · Strecke von rechts (außer Betrieb)                                     |         |                                                                                   |                                                                                   |
| Strecke (außer Betrieb) · Haltepunkt / Haltestelle (Strecke außer Betrieb)                                                        | 1,8     | Dishley                                                                           | Dishley                                                                           |
| Strecke (außer Betrieb) · Haltepunkt / Haltestelle Streckenende (Strecke außer Betrieb)                                           | 4,5     | Beseritz                                                                          | Beseritz                                                                          |
| Haltepunkt / Haltestelle (Strecke außer Betrieb)                                                                                  | 7,7     | Ramelow Forsthaus                                                                 | Ramelow Forsthaus                                                                 |
| Haltepunkt / Haltestelle (Strecke außer Betrieb)                                                                                  | 9,7     | Ramelow Dorf                                                                      | Ramelow Dorf                                                                      |
| Haltepunkt / Haltestelle (Strecke außer Betrieb)                                                                                  | 11,6    | Rebelow                                                                           | Rebelow                                                                           |
| Haltepunkt / Haltestelle (Strecke außer Betrieb)                                                                                  |         | Japenzin                                                                          | Japenzin                                                                          |
| Haltepunkt / Haltestelle Streckenanfang (Strecke außer Betrieb) · Strecke (außer Betrieb)                                         | 4,6     | Drewelow                                                                          | Drewelow                                                                          |
| Haltepunkt / Haltestelle (Strecke außer Betrieb) · Strecke (außer Betrieb)                                                        | 2,7     | Spantekow                                                                         | Spantekow                                                                         |
| Strecke nach links (außer Betrieb) · Abzweig geradeaus, nach rechts und von rechts (Strecke außer Betrieb)                        |         |                                                                                   |                                                                                   |
| Bahnhof (Strecke außer Betrieb)                                                                                                   | 0 15,0  | Wegezin-Dennin                                                                    | Wegezin-Dennin                                                                    |
| Abzweig geradeaus, nach links und nach rechts (Strecke außer Betrieb)                                                             |         | nach Anklam und Janow                                                             | nach Anklam und Janow                                                             |
| Haltepunkt / Haltestelle (Strecke außer Betrieb)                                                                                  | 16,8    | Stern                                                                             | Stern                                                                             |
| Haltepunkt / Haltestelle (Strecke außer Betrieb)                                                                                  | 20,1    | Krien                                                                             | Krien                                                                             |
| Haltepunkt / Haltestelle (Strecke außer Betrieb)                                                                                  | 23,8    | Steinmocker                                                                       | Steinmocker                                                                       |
| Haltepunkt / Haltestelle (Strecke außer Betrieb)                                                                                  | 24,1    | Krusenfelde                                                                       | Krusenfelde                                                                       |
| Haltepunkt / Haltestelle (Strecke außer Betrieb)                                                                                  | 26,4    | Klein Below                                                                       | Klein Below                                                                       |
| Abzweig geradeaus und nach links (Strecke außer Betrieb) · Haltepunkt / Haltestelle Streckenende und quer (Strecke außer Betrieb) |         | Kadow                                                                             | Kadow                                                                             |
| Haltepunkt / Haltestelle (Strecke außer Betrieb)                                                                                  | 28,1    | Kadow-Padderow                                                                    | Kadow-Padderow                                                                    |
| Haltepunkt / Haltestelle (Strecke außer Betrieb)                                                                                  | 30,5    | Toitin                                                                            | Toitin                                                                            |
| |         |                                                                                   |                                                                                   |
| Kopfbahnhof Streckenende (Strecke außer Betrieb)                                                                                  | 34,5    | Jarmen (Übergang zu Demminer Bahnen und Kleinbahn-Gesellschaft Greifswald–Jarmen) | Jarmen (Übergang zu Demminer Bahnen und Kleinbahn-Gesellschaft Greifswald–Jarmen) |

| Strecke von rechts (außer Betrieb)                                                                                              |        | von Ferdinandshof                                 | von Ferdinandshof                                 |
| Abzweig ehemals geradeaus, ehemals nach links und von links                                                                     |        | nach Friedland                                    | nach Friedland                                    |
| Kopfbahnhof Strecke ab hier außer Betrieb                                                                                       | 0,0    | Uhlenhorst                                        | Uhlenhorst                                        |
| Haltepunkt / Haltestelle (Strecke außer Betrieb)                                                                                | 2,3    | Charlottenhorst                                   | Charlottenhorst                                   |
| Haltepunkt / Haltestelle (Strecke außer Betrieb)                                                                                | 4,8 0  | Löwitz                                            | Löwitz                                            |
| Abzweig geradeaus und nach links (Strecke außer Betrieb) · Strecke von rechts (außer Betrieb)                                   |        |                                                   |                                                   |
| Strecke (außer Betrieb) · Haltepunkt / Haltestelle (Strecke außer Betrieb)                                                      | 0,9    | Sophienhof                                        | Sophienhof                                        |
| Strecke (außer Betrieb) · Haltepunkt / Haltestelle Streckenende (Strecke außer Betrieb)                                         | 4,3    | Putzar                                            | Putzar                                            |
| Abzweig geradeaus und nach links (Strecke außer Betrieb) · Strecke von rechts (außer Betrieb)                                   | 4,8 0  |                                                   |                                                   |
| Strecke (außer Betrieb) · Haltepunkt / Haltestelle Streckenende (Strecke außer Betrieb)                                         | 2,7    | Schwerinsburg                                     | Schwerinsburg                                     |
| Haltepunkt / Haltestelle (Strecke außer Betrieb)                                                                                | 7,6    | Schmuggerow                                       | Schmuggerow                                       |
| Haltepunkt / Haltestelle (Strecke außer Betrieb)                                                                                | 8,2    | Marienthal                                        | Marienthal                                        |
| Haltepunkt / Haltestelle (Strecke außer Betrieb)                                                                                | 9,6    | Luisenau                                          | Luisenau                                          |
| Haltepunkt / Haltestelle (Strecke außer Betrieb)                                                                                | 11,3   | Mollwitz                                          | Mollwitz                                          |
| Haltepunkt / Haltestelle (Strecke außer Betrieb)                                                                                | 12,0   | Charlottenhof                                     | Charlottenhof                                     |
| Kopfbahnhof Streckenanfang (Strecke außer Betrieb) · Strecke (außer Betrieb)                                                    | 4,8    | Ducherow                                          | Ducherow                                          |
| Haltepunkt / Haltestelle (Strecke außer Betrieb) · Strecke (außer Betrieb)                                                      | 4,1    | Agneshof                                          | Agneshof                                          |
| Strecke nach links (außer Betrieb) · Abzweig geradeaus und von rechts (Strecke außer Betrieb)                                   |        |                                                   |                                                   |
| Haltepunkt / Haltestelle (Strecke außer Betrieb)                                                                                | 15,3 0 | Dargibell                                         | Dargibell                                         |
| Haltepunkt / Haltestelle (Strecke außer Betrieb)                                                                                | 16,1   | Kagendorf                                         | Kagendorf                                         |
| Abzweig geradeaus und von links (Strecke außer Betrieb)                                                                         |        | von Wegezin-Dennin                                | von Wegezin-Dennin                                |
| Haltepunkt / Haltestelle (Strecke außer Betrieb)                                                                                | 19,1   | Gellendin                                         | Gellendin                                         |
| Abzweig geradeaus und nach links (Strecke außer Betrieb) · Betriebs-/Güterbahnhof Streckenende und quer (Strecke außer Betrieb) |        | Falcksche Mühle                                   | Falcksche Mühle                                   |
| Abzweig geradeaus und von rechts (Strecke außer Betrieb)                                                                        |        | von Leopoldshagen (s. u.)                         | von Leopoldshagen (s. u.)                         |
| |        |                                                   |                                                   |
| Bahnhof (Strecke außer Betrieb)                                                                                                 |        | Anklam (Übergang zur Angermünde-Stralsunder Bahn) | Anklam (Übergang zur Angermünde-Stralsunder Bahn) |
| |        |                                                   |                                                   |
| Strecke (außer Betrieb) |        | Anklamer Bahn nach Lassan                         | Anklamer Bahn nach Lassan                         |

| Strecke (außer Betrieb)                                             |      | Anklamer Bahn von Lassan                          | Anklamer Bahn von Lassan                          |
|                                                                     |      |                                                   |                                                   |
| Bahnhof (Strecke außer Betrieb)                                     | 0,0  | Anklam (Übergang zur Angermünde-Stralsunder Bahn) | Anklam (Übergang zur Angermünde-Stralsunder Bahn) |
|                                                                     |      |                                                   |                                                   |
| Abzweig geradeaus und nach rechts (Strecke außer Betrieb)           |      | nach Janow und Uhlenhorst (s. o.)                 | nach Janow und Uhlenhorst (s. o.)                 |
| Kreuzung (Strecke geradeaus außer Betrieb)                          |      | Angermünde-Stralsunder Eisenbahn                  | Angermünde-Stralsunder Eisenbahn                  |
| Haltepunkt / Haltestelle (Strecke außer Betrieb)                    | 3,9  | Bargischow                                        | Bargischow                                        |
| Haltepunkt / Haltestelle (Strecke außer Betrieb)                    | 6,8  | Auerose                                           | Auerose                                           |
| Kreuzung (Strecken außer Betrieb)                                   |      | Strecke Ducherow–Heringsdorf                      | Strecke Ducherow–Heringsdorf                      |
| Haltepunkt / Haltestelle (Strecke außer Betrieb)                    | 9,6  | Rosenhagen                                        | Rosenhagen                                        |
| Haltepunkt / Haltestelle (Strecke außer Betrieb)                    | 10,9 | Busow                                             | Busow                                             |
| Haltepunkt / Haltestelle (Strecke außer Betrieb)                    | 12,5 | Bugewitz Dorf                                     | Bugewitz Dorf                                     |
| Haltepunkt / Haltestelle (Strecke außer Betrieb)                    | 13,3 | Bugewitz Molkerei                                 | Bugewitz Molkerei                                 |
| Haltepunkt / Haltestelle (Strecke außer Betrieb)                    | 13,8 | Bugewitz Gut                                      | Bugewitz Gut                                      |
| Dienststation / Betriebs- oder Güterbahnhof (Strecke außer Betrieb) | 15,2 | Hoheheide                                         | Hoheheide                                         |
| Kopfbahnhof Streckenende (Strecke außer Betrieb)                    | 17,8 | Leopoldshagen                                     | Leopoldshagen                                     |

Die Mecklenburg-Pommersche Schmalspurbahn (MPSB) war ein über 250 Kilometer langes schmalspuriges Eisenbahnnetz mit einer Spurweite von 600 Millimeter im heutigen Mecklenburg-Vorpommern.
Erbaut wurden die Strecken von der Mecklenburg-Pommerschen Schmalspurbahn AG, welche am 2. Mai 1892 durch die öffentliche Hand und private Interessenten gegründet wurde. Sitz der Gesellschaft war Friedland im heutigen Landkreis Mecklenburgische Seenplatte. Im Jahr 1939 war die Mehrzahl der Aktien im Besitz des Landkreises Anklam; außerdem sind das Land Mecklenburg und die Stadt Friedland zu nennen. Im Jahre 1999 wurde die Teilstrecke Schwichtenberg–Uhlenhorst durch einen Eisenbahnverein mit Museumsbetrieb wieder aufgebaut.

## Geschichte

### Die Mecklenburg-Pommersche Schmalspurbahn AG 1882–1945

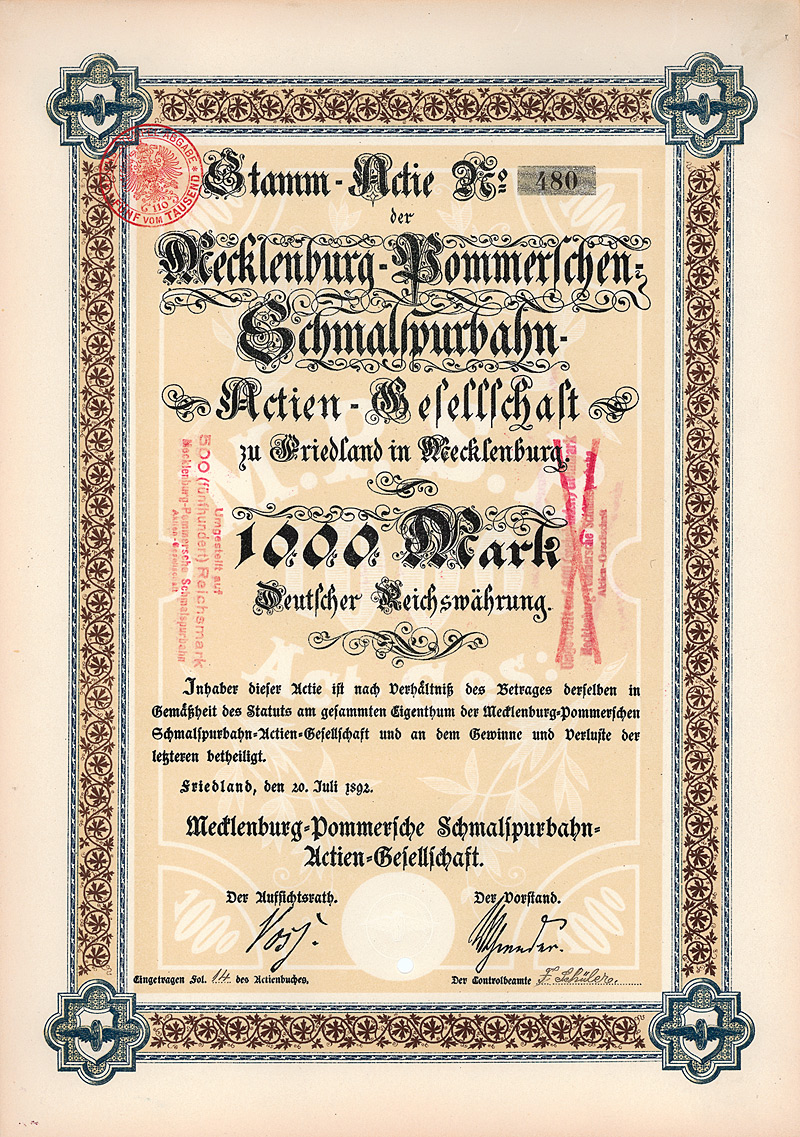
Aktie über 1000 Mark der Mecklenburg-Pommerschen Schmalspurbahn vom 20. Juli 1892

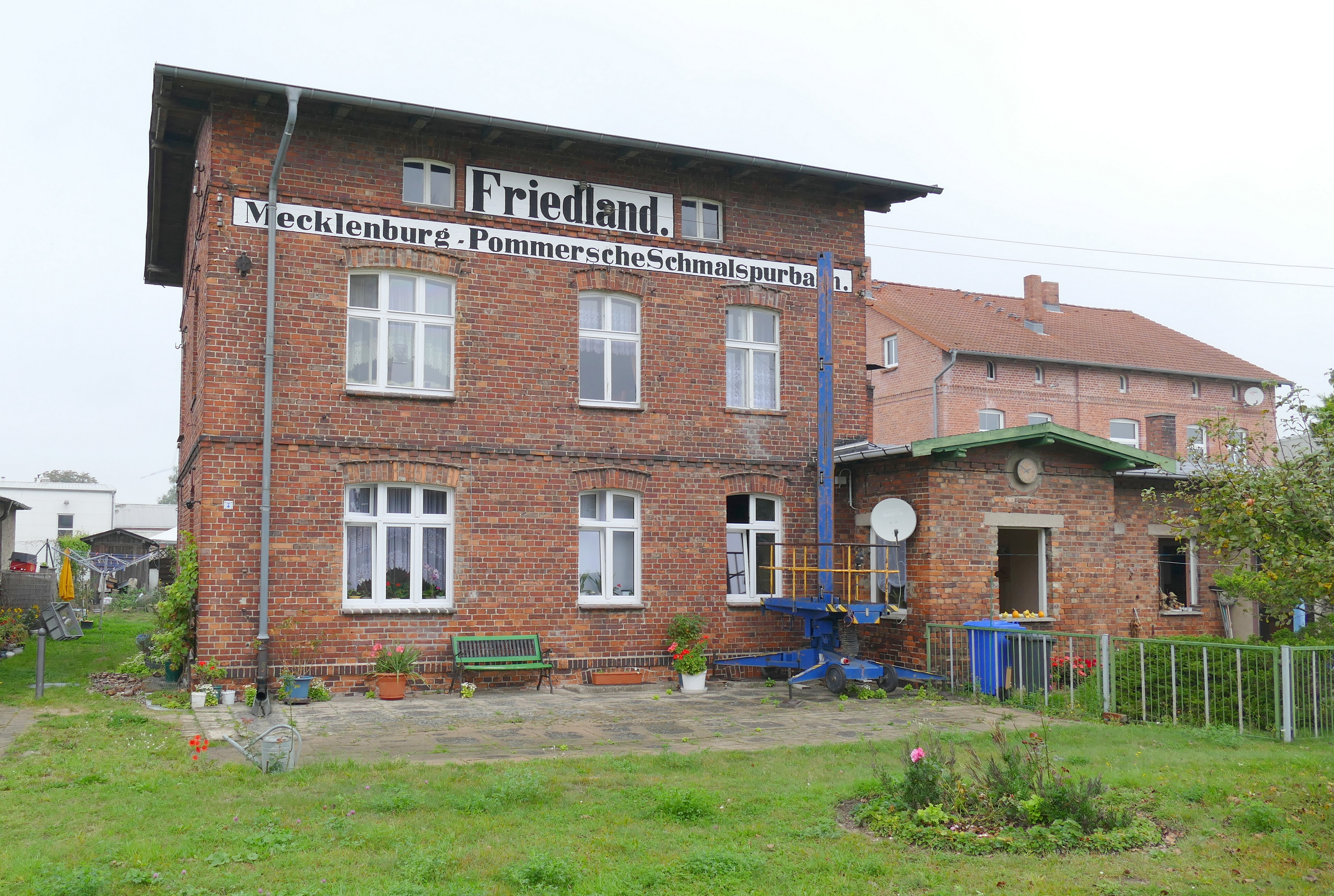
Ehemaliges Empfangsgebäude am Bahnhof der MPSB in Friedland

Zwischen 1888 und 1891 war vom Staatsbahnhof Ferdinandshof an der Strecke Greifswald–Pasewalk über Uhlenhorst und Heinrichshöh zur Zuckerfabrik Friedland eine 27 Kilometer lange Wirtschaftsbahn angelegt worden. Sie ging gemäß einem Kaufvertrag vom 23. Juli 1892 auf die neu gegründete MPSB über. Die weiteren Strecken wurden in den Jahren 1892 bis 1927 eröffnet. Diese nahm hier am 1. Oktober 1892 den öffentlichen Güterverkehr auf, planmäßigen Personenverkehr erst am 1. August 1894.
Von Friedland aus, das seit 1884 von der Neubrandenburg-Friedländer Eisenbahn-Gesellschaft an das Schienennetz angeschlossen war, erbaute man eine „Hauptlinie“ von 35 Kilometer Länge in nördlicher Richtung über Bresewitz – Dennin – Klein Below nach dem (späteren) Kleinbahnknoten Jarmen an der Peene im Kreis Demmin. Der Güterverkehr begann hier ebenfalls am 1. Oktober 1892, der Personenverkehr im folgenden Jahr.
Von diesem Grundnetz führten dann zwei Querverbindungen nach Anklam, auf denen seit 1895 Personenzüge eingesetzt wurden, Güterzüge konnten teilweise schon 1892 verkehren. Eine Strecke von 21 Kilometer Länge verband Dennin über Thurow mit der damaligen Kreisstadt und die andere war von Uhlenhorst über Dargibell 19 Kilometer lang, wo eine sieben Kilometer lange Zweigbahn zur Staatsbahn in Ducherow abging. Beide Stränge vereinigten sich vier Kilometer vor Anklam in Gellendin.
Für den Personenverkehr wurden 1895/96 noch die Stichbahnen Dennin–Janow (sieben Kilometer) und Anklam–Leopoldshagen (18 Kilometer) bedient. Dazu kamen zahlreiche kurze Stichbahnen, die nur dem Güterverkehr einzelner Rittergüter dienten. Ein Großteil von ihnen im Umfang von rund 80 Kilometer gehörte nicht der MPSB, sondern den Gutsbesitzern selbst und wurde nur mit Pferdekraft zur Erntezeit betrieben.
Erst nach der Jahrhundertwende wuchs das Netz noch einmal um etwa 40 Kilometer. In den Jahren 1908 bis 1911 wurde die Strecke von Heinrichshöh in südlicher Richtung nach Brohm eröffnet, die sich nach Jatzke und Rattey verzweigte. Schließlich stellte man von Brohm aus 1926 noch eine Verbindung nach Groß Daberkow an der Strecke Strasburg–Neustrelitz der Mecklenburgischen Friedrich-Wilhelms-Eisenbahn-Gesellschaft her. Dabei wurde weitgehend die Trasse der 1917 – wegen des Konkurses der Zuckerfabrik Woldegk – stillgelegten Woldegker Kleinbahn benutzt. Diese war 1893 von Brohm über Klein und Groß Daberkow nach Woldegk in der Spurweite 750 Millimetern angelegt worden. Die Abzweige in Klein Daberkow nach Matzdorf und Schönhausen wurden nicht reaktiviert.
1935 beförderte die MPSB 77.908 Personen und 390.536 Tonnen Güter. Das war mit Abstand der stärkste Gütertransport der vorpommerschen Kleinbahnen.

### Weitere Entwicklung nach 1945

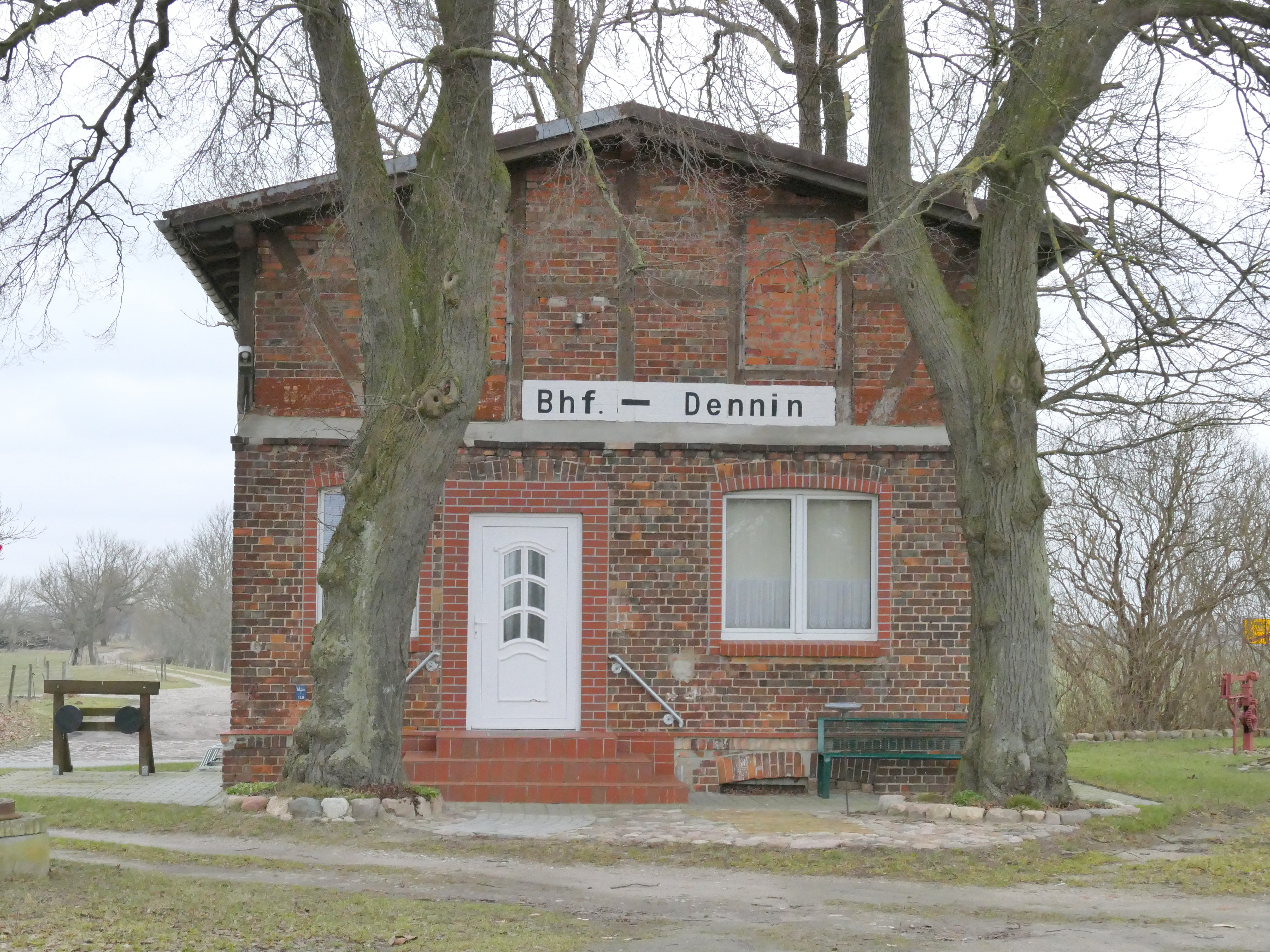
Ehemaliger Bahnhof Wegezin-Dennin, Mittelpunkt der Strecke Friedland–Anklam

Mit Kriegsende 1945 wurde der Betrieb eingestellt und die Strecken zu Reparationszwecken abgebaut. Nur die 36 Kilometer lange Strecke Friedland–Dennin–Anklam blieb verschont und wurde von der landeseigenen Mecklenburg-Vorpommerschen Treuhandgesellschaft mbH verwaltet.
Weil aber die Versorgung der Bevölkerung über die Straßen nicht gesichert werden konnte, ordnete 1946 die sowjetische Militärregierung den Wiederaufbau der wichtigsten Strecken an. Doch nur ein kleiner Teil wurde wieder hergestellt und am 7. November 1947 fuhren Personen- und Güterzüge auf der Stammstrecke von Friedland nach Ferdinandshof.
Nach der Verbesserung der Landstraßen verloren die Kleinbahnen ihre Bedeutung. Die Deutsche Reichsbahn, die seit dem 1. April 1949 Inhaber der Strecken geworden war, begann in den 1960er Jahren, nach und nach diesen Rest von nur noch rund 65 Kilometern Länge stillzulegen. Am 30. November 1960 war es zwischen Ferdinandshof und Uhlenhorst soweit, am 29. Mai 1965 endete auf dem anschließenden Abschnitt Uhlenhorst–Friedland der Personenverkehr und am 1. Juni 1966 auch der Güterverkehr. Der Personenverkehr wurde zuletzt nur noch auf der Strecke Anklam–Dennin–Friedland bis zum 31. Mai 1969 und der Güterverkehr bis zum 29. September 1969 aufrechterhalten.

### Museumsbahn MPSB

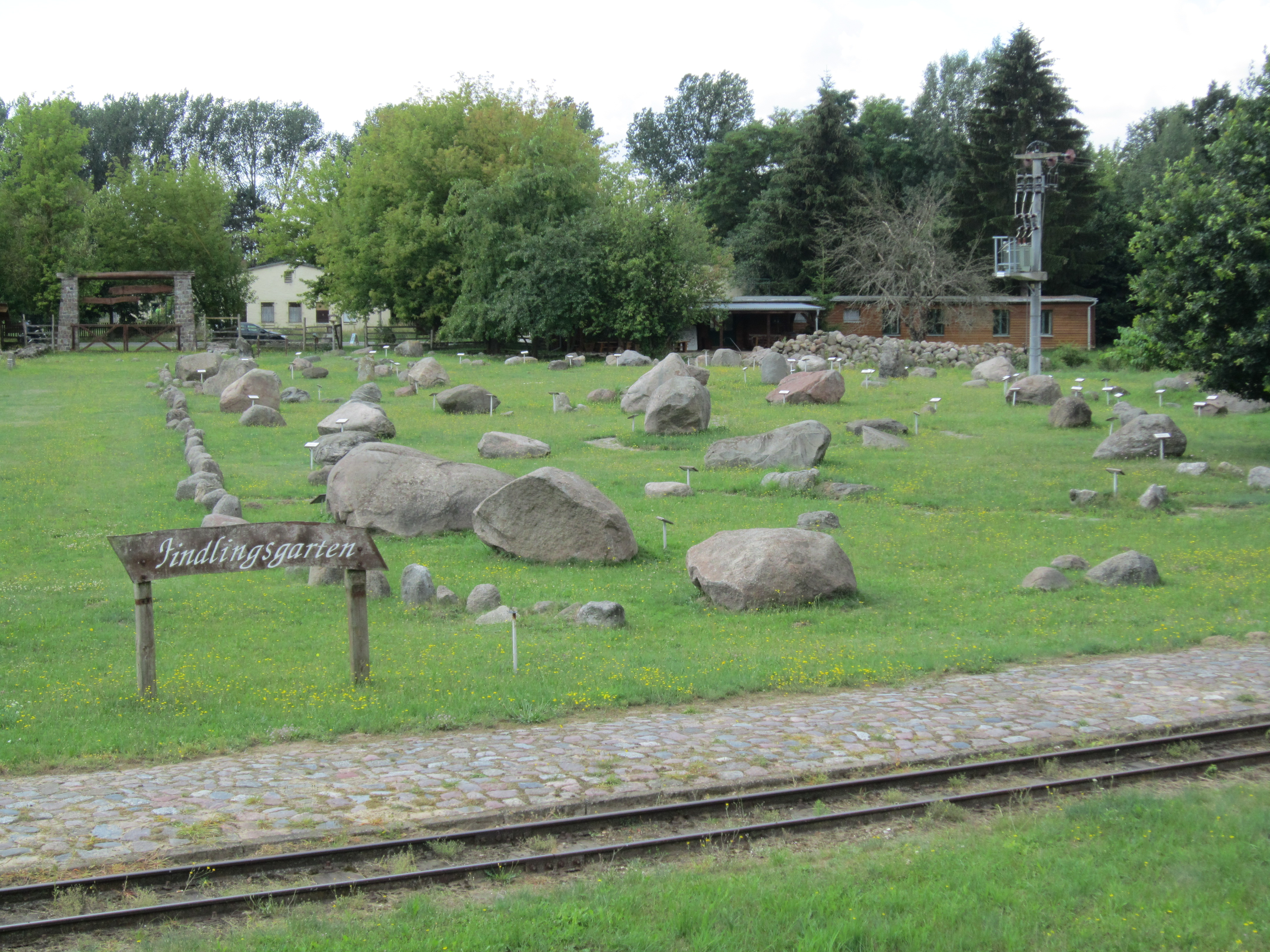
Findlingsgarten an der MPSB in Schwichtenberg

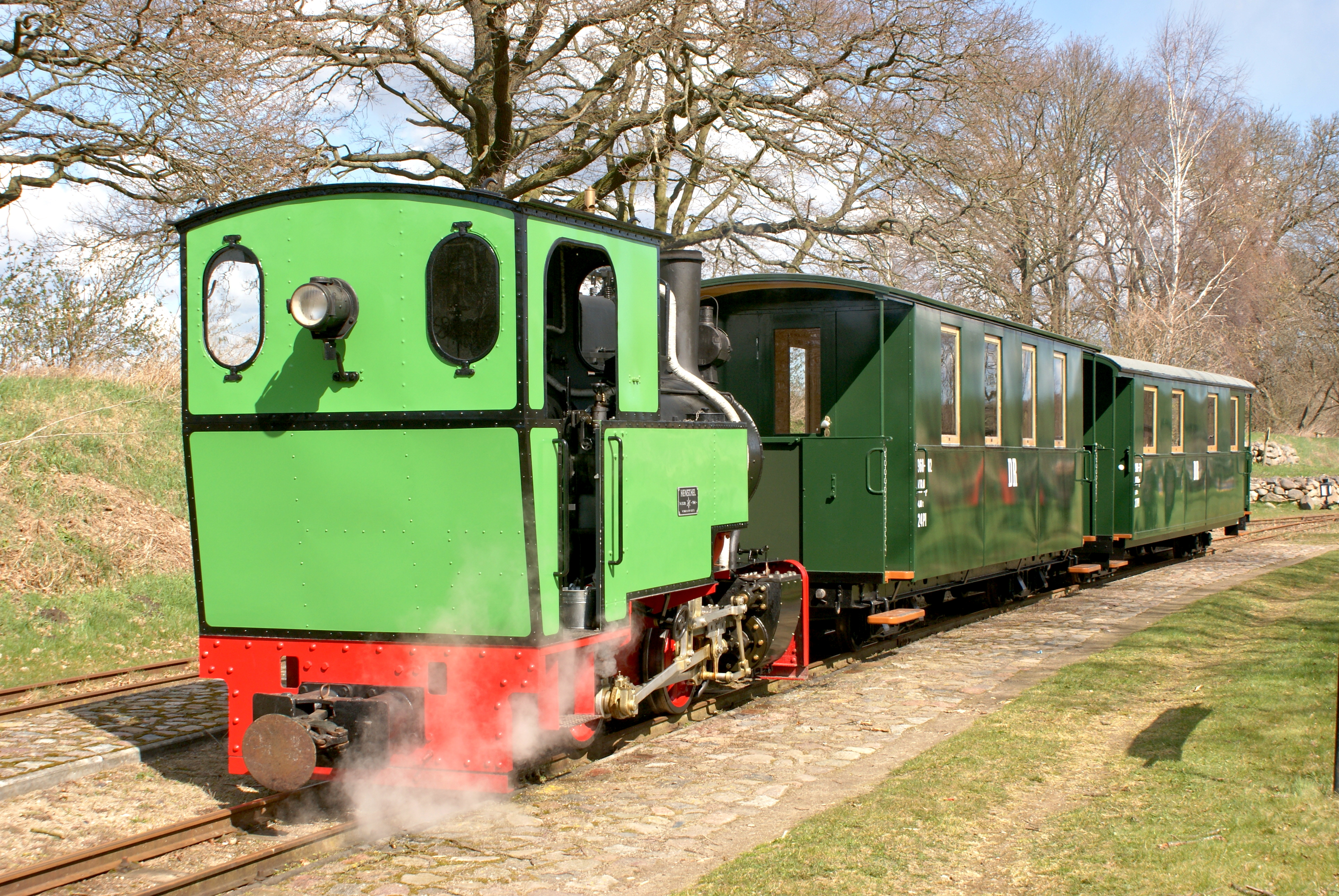
Zug der Museumsbahn in Uhlenhorst am 8. April 2012

Ab 1999 bauten Eisenbahninteressierte die Teilstrecke zwischen Schwichtenberg, wo sich heute Depot und Werkstatt befinden, und Uhlenhorst wieder auf. Auf halber Strecke entstand ein Gleisdreieck mit Stichstrecke zum Findlingsgarten (Bedienung nur in Fahrtrichtung Uhlenhorst). Diese Stichstrecke ist einer in Richtung Schwichtenberg angeschlossenen privaten Anschlussbahn aus Fleethof nachempfunden. Insgesamt beträgt die Gleislänge über 2,6 Kilometer, es wird regelmäßiger Museumsbahnbetrieb auch mit Dampflokomotiven durch einen Verein durchgeführt. Seit Beginn des Fahrbetriebes im Jahr 1999 wurden bereits 48.000 Fahrgäste befördert. 

### Zeittafel
- 1888 Eröffnung der ersten Teilstrecke als nichtöffentliche Feldbahn
- 1894 Aufnahme des regulären Personenverkehrs
- um 1910 galt die MPSB als modernste Schmalspurbahn Deutschlands
- 1945 Abbau fast aller Strecken als Reparationsleistung
- 1946 Wiederaufbau von Friedland nach Ferdinandshof
- 1970 endgültiger Streckenabbau durch die Deutsche Reichsbahn
- ab 1999 Wiederaufbau des Teilstücks Schwichtenberg–Uhlenhorst und Museumsbahnbetrieb

## Fahrzeuge

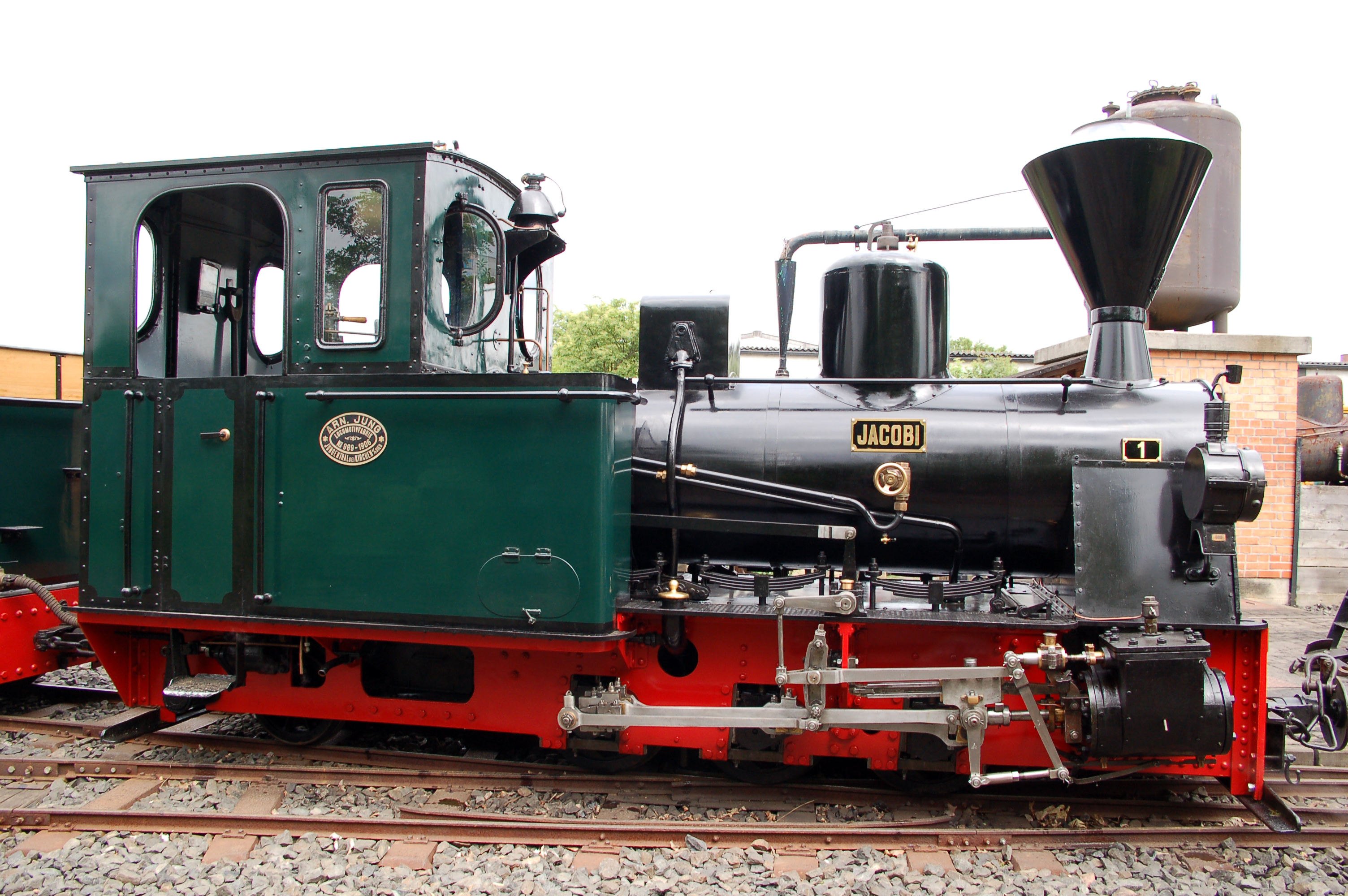
Lok MPSB Nr. 1 „Jacobi“, Bj. 1906, später BR 99 3351 der DR

Die Mecklenburgisch-Pommerschen Schmalspurbahnen hatten im Laufe der Geschichte 44 Lokomotiven im Bestand. Die Höchstzahl an Triebfahrzeugen betrug 24.
| Betriebsnummer Nummernplan | Betriebsnummer Nummernplan | Betriebsnummer Nummernplan  | Betriebsnummer Nummernplan | Name                                                                                 | Bauart         | Baujahr    | Bemerkung                                       |
| 1.                         | 2.                         | 3.                          | Deutsche Reichsbahn        | Name                                                                                 | Bauart         | Baujahr    | Bemerkung                                       |
| -------------------------- | -------------------------- | --------------------------- | -------------------------- | ------------------------------------------------------------------------------------ | -------------- | ---------- | ----------------------------------------------- |
| 1                          | –                          | –                           | –                          |                                                                                      | B n2t          | 1887       | Henschel, +1895                                 |
| 2 und 3                    | 4II, 20                    | –                           | –                          |                                                                                      | B n2t          | 1888       | Henschel, bis 1913 verkauft                     |
| 4                          | –                          |                             |                            |                                                                                      | B n2t          | 1886       | Henschel, +1895                                 |
| 5                          | 9II                        |                             |                            |                                                                                      | B n2t          | 1892       | Henschel, 1917 verkauft                         |
| 6 und 7                    | 21, 22                     |                             |                            |                                                                                      | B n2t          | 1892       | Henschel, +1930                                 |
| 8                          | 20II                       |                             |                            |                                                                                      | B n2t          | 1893       | Jung, +1926                                     |
| 9 und 10                   | 10II                       |                             |                            |                                                                                      | C n2t          | 1894       | Güstrow, zu C1’ n2t umgebaut, bis 1928 verkauft |
| 11 bis 15                  | 11–15                      | 15, 23–25, 27               |                            |                                                                                      | C n2t, C1’ n2t | 1893–1895  | Jung, zu C1’ n2t umgebaut, 1945 UdSSR           |
| 16 bis 19                  | 16 bis 19                  | 16II, 25                    |                            | FRIEDLAND, ANCLAM, JARMEN, DENNIN                                                    | B n2t          | 1895–1896  | Hagans, + bis 1935                              |
|                            | 1II bis 7II                | 1II bis 7II                 | 99 3351–3353               | JAKOBI, REUSS, FREIHERR VON TROSCHKE, KAYSER, GRAF SCHWERIN LÖWITZ, KATTER, RAT VOSS | C1’ n2t        | 1906–1913  | Jung                                            |
|                            | 8II                        | 8II                         | 99 3451                    | V. D. LANCKEN                                                                        | C1’ h2t        | 1914       | Jung, +1966                                     |
|                            |                            | 9III                        | 99 3461                    |                                                                                      | D h2           | 1925       | Vulcan                                          |
|                            |                            | 10II bis 12II               | 99 3462                    |                                                                                      | D h2           | 1930–1934  | O&K                                             |
|                            |                            | 13II und 14II               | 99 3361                    |                                                                                      | D h2           | 1937–1938  | O&K                                             |
|                            |                            | 17II, 18II                  |                            |                                                                                      | E n2t          | 1918       | O&K, 1945 UdSSR                                 |
|                            |                            | 19II, 20III, 21II– 23II, 26 |                            |                                                                                      | D n2t          | 1914–1919  | HFB Brigadelokomotive                           |
|                            |                            | 21III, 22III                | 99 3651, 99 3652           |                                                                                      | B n2t          | 1940, 1941 | Henschel, 1945 UdSSR                            |
|                            |                            | 31–33                       |                            |                                                                                      |                |            | Versuchsfahrzeuge von O&K                       |

Nach 1949 kam noch die 99 3001 bis 1958 auf der Strecke Jarmen–Schmarsow zum Einsatz. Bei der Betriebseinstellung am 31. Mai 1969 befanden sich noch sechs Dampflokomotiven im Bestand.
Die MPSB erwarb 1938 eine dreifach gekuppelte Kleinlokomotive. Diese erhielt die Betriebsnummer 30. Die in der Kiesgrube Heinrichsruh eingesetzte Lokomotive bewährte sich nicht und wurde 1956 verkauft. Durch die Deutsche Reichsbahn wurden außerdem die beiden Diesellokomotiven Kö 0405 und Kö 0408 auf der Strecke Jarmen–Schmarsow eingesetzt.
Nach der Stilllegung der Bahn blieb eine recht große Anzahl an Originalfahrzeugen erhalten. MPSB-Dampflokomotiven gelangten insbesondere in das Nichtsozialistische Wirtschaftsgebiet, u. a. nach Frankreich, Waggons nach Westdeutschland. Im Museum der Stadt Friedland hat man eine ganze Abteilung mit sehr vielen Originalstücken und -dokumenten der MPSB gewidmet, auch eine Dampflok ist dort vorhanden.
Noch bis 1993 setzte die Pioniereisenbahn Halle offene „Cabrio-Wagen“ auf umgebauten MPSB-Güterwagen aus dem späten 19. Jahrhundert ein.